# Boom (Van Doesburg)
Boom, ook Boom met huizen genoemd, is een schilderij van de De Stijl-voorman Theo van Doesburg in het Portland Art Museum in de Amerikaanse stad Portland.

## Datering en titel
Het werk draagt middenonder het monogram van Van Doesburg en het jaartal 1916. De titel Boom met huizen stamt van na Van Doesburgs dood. Zelf noemde hij het Boom of Compositie (motief boom). Kennelijk vond hij het niet belangrijk genoeg het een nummer te geven, zoals andere composities (zie Compositie I (stilleven)). Van Doesburg voltooide het eind juli 1916. Op 28 juli 1916 schreef hij aan zijn vriend Antony Kok: ‘Ik ben hier bezig aan een schilderij: Boom-motief. Ik heb er van middag 3½ uur achter elkâar aan gewerkt. Ik hoop het morgen af te maken'.

## Herkomst
Van Doesburg liet het na aan zijn vrouw Nelly van Doesburg. Tijdens de Amerikaanse tentoonstellingstour van werk van Van Doesburg in 1947 ontmoette ze in Portland de 'bloembollenman' en kunstverzamelaar Jan de Graaf, die het werk aankocht. In 1953 schonk het echtpaar De Graaff het aan het Portland Art Museum.